# Elizabeth Gray Vining
Elizabeth Janet Gray Vining, née le 6 octobre 1902 à Philadelphie en Pennsylvanie et décédée à l'âge de 97 ans le 27 novembre 1999 à Kennett Square en Pennsylvanie, est une bibliothécaire et écrivaine américaine qui enseigna l'anglais à l'empereur du Japon Akihito alors qu'il était encore prince héritier. Son livre pour enfants, Adam of the Road, a reçu la médaille Newbery en 1943.

## Biographie
Elizabeth Janet Gray, aussi appelée Elizabeth Gray Vining, est née à Philadelphie en Pennsylvanie dans une famille quaker le 6 octobre 1902. Elle est diplômée de l'école des Amis de Germantown et du Bryn Mawr College en 1923. En 1926, elle obtint une maîtrise de bibliothécaire à l'université Drexel et commence ce métier à l'université de Caroline du Nord à Chapel Hill. Elle épouse Morgan Fisher Vining, directeur associé de la division de l'extension de l'université, en 1929. Mais son mari se tue en 1933 dans un accident de la route à New York dans lequel Elizabeth Vining est grièvement blessée. Durant sa convalescence, elle redécouvre dans le quakerisme "des profondeurs et des perspectives qui ne me sont apparues que progressivement". 
Elizabeth Gray Vining écrit ensuite plusieurs livres pour enfants et pour adultes, sous ses noms de jeune fille et de femme mariée. Ce sont notamment ses livres pour enfants qui la font connaître, et elle reçoit la médaille Newbery en 1943 pour Adam of the Road. Elle écrit sept livres avant la fin de la Seconde Guerre mondiale. 
Durant l'occupation du Japon, Vining est choisie par l'empereur Hirohito en personne (et non par le gouvernement américain comme il est souvent cru) pour devenir la tutrice du prince héritier de la maison impériale du Japon, Akihito. Elle occupe ce poste de 1946 à 1950. Pendant son enseignement, elle organise des rencontres avec quatre adolescents occidentaux pour aider le prince à tenir une conversation en anglais.
En plus de son enseignement de l'anglais, Vining fit découvrir les valeurs et la culture occidentales aux enfants de la famille impériale, le prince Hitachi et les princesses Kazuko, Atsuko et Takako. Elle fit aussi des conférences à l'université Gakushūin et au collège Tsuda. Pour son travail, elle fut décorée de l'ordre du Trésor sacré (3e classe) avant de rentrer aux États-Unis en 1950. 
Vining réalisa par la suite un livre sur son expérience au Japon, Windows for the Crown Prince, publié en 1952. Elle a publié de plus de 60 livres dans toute sa vie. Elle a aussi fait partie du conseil d'administration du collège Bryn Mawr, vice-présidente de 1952 à 1971 et présidente du conseil de direction en même temps.

## Honneurs
- Ordre du Trésor sacré, 1950
- Ordre de la Couronne précieuse[5]